# Ben O'Connor
Ben Alexander O'Connor, nascido a 25 de novembro de 1995 em Perth, é um ciclista australiano, membro da equipa Decathlon AG2R La Mondiale Team. já assinou contrato com equipa Team Jayco AlUla para as épocas 2025,26

## Palmarés
2016
- New Zealand Cycle Classic, mais 1 etapa

2017
- 1 etapa da Volta à Áustria

2018
- 1 etapa do Tour dos Alpes

2020
- etapa Giro d'Italia

2021
- stage Tour de France + 4th lugar Geral

2022
- Tour du Jura Cycliste
- etapa Volta a Catalunya

2024
- etapa Vuelta a España
- Vuelta Ciclista a la Región de Murcia "Costa Calida
- etapa UAE Tour + 2nd lugar Geral

## Resultados nas Grandes Voltas
| Carreira        | 2015 | 2016 | 2017 | 2018 |
| --------------- | ---- | ---- | ---- | ---- |
| Giro d'Italia   | -    | -    | -    | Ab.  |
| Tour de France  | -    | -    | -    | -    |
| Volta a Espanha | -    | -    | -    | -    |

-: não participa 

Ab.: abandono 
Equipas Formação
- 2016 Avanti IsoWhey Sport

- 2016 Jayco-AIS World Tour Academy
- 2015 Navitas Satalyst Racing team

Elite World Tour
- Team Dimension Data (2017-2020)
- AG2R Citroën Team (2021-2024)
- Team Jayco AlUla (2025-2026)